# Aparapotamon muliense
Aparapotamon muliense е вид ракообразно от семейство Potamidae.

## Разпространение
Видът е разпространен в Китай (Съчуан).